# Ърл Суетшърт
Тебе Неруда Кгоситсиле (на английски: Thebe Neruda Kgositsile), по-известен с псевдонимите си Ърл Суетшърт (Earl Sweatshirt) и по-рано Слай Тендънсис (Sly Tendencies) и др., е американски рапър, музикален продуцент, текстописец.

## Биография
Майка му Шерил Харис е професор по право в Калифорнийския университет в Лос Анджелис, а баща му Кеорапетсе Кгоситсиле е южноафрикански поет и политически активист. Родителите му се развеждат, когато синът им е на 8 години.
Променя първоначалния си псевдоним Sly Tendencies, когато е поканен в хип-хоп колектива Odd Future от Tyler, The Creator през 2009 г. Пуснатият през 2010 г. микстейп Earl му печели слава, но заради неприличните текстове майка му го изпраща в пансион в Самоа до пълнолетието му. Там той не създава музика.
След като се завръща в Лос Анджелис през 2012 г., започва работа по дебютния си албум Doris (2013). Вторият му студиен албум I Don't Like Shit, I Don't Go Outside: An Album by Earl Sweatshirt излиза през 2015 г. Тези 2 албума му донасят похвали и одобрение от критици и други изпълнители.
Освен на Odd Future той е член на хип-хоп дуо EarlWolf съвместно с Tyler, The Creator. 